# Hoắc Khứ Bệnh
Hoắc Khứ Bệnh (tiếng Trung: 霍去病; bính âm: Huo Qubing, 140 TCN - 117 TCN), là người huyện Bình Dương, quận Hà Đông, đại tướng chống Hung Nô của nhà Hán trong lịch sử Trung Quốc.

## Thân thế
Cha của Hoắc Khứ Bệnh là Hoắc Trọng Nhụ, huyện lại huyện Bình Dương. Khoảng năm 141 TCN, Hoắc Trọng Nhụ đến kinh đô Trường An và quen biết với Vệ Thiếu Nhi, con gái của vợ lẽ Bình Dương hầu Tào Thọ, đang làm nô tì trong nhà công chúa Bình Dương. Hai người nảy sinh tình cảm với nhau, và Vệ Thiếu Nhi có mang, sau đó sinh Hoắc Khứ Bệnh năm 140 TCN, còn Hoắc Trọng Nhụ sau đó quay về huyện Bình Dương và không còn liên lạc với Vệ Thiếu Nhi nữa, về sau có người con thứ là Hoắc Quang. Một thời gian sau, em gái Vệ Thiếu Nhi là Vệ Tử Phu được Hán Vũ Đế phong làm hoàng hậu, do đó gia đình của Hoắc Khứ Bệnh cũng được trọng vọng.

## Đại tướng chống Hung Nô

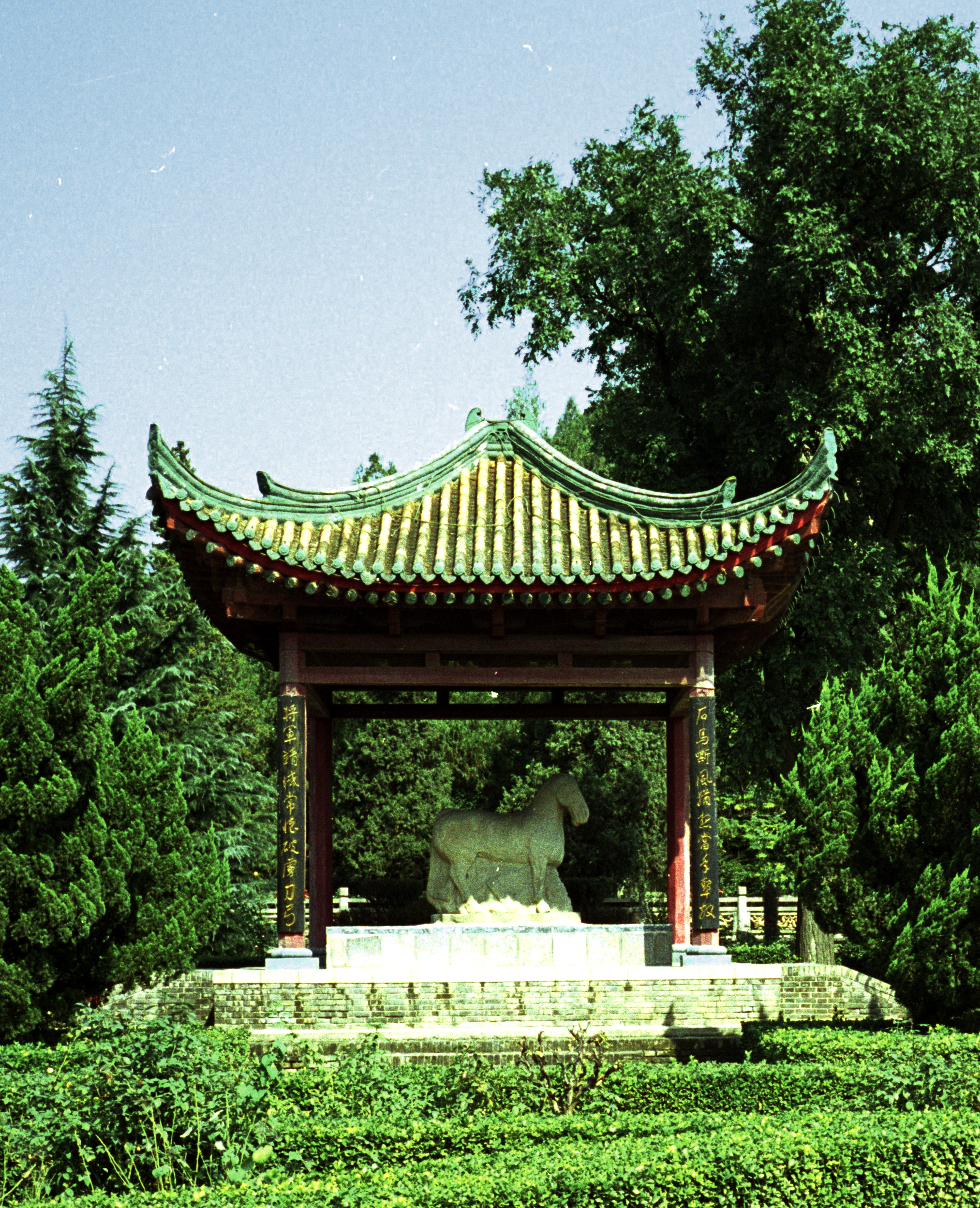
Tượng đá mã đạp Hung Nô (ngựa xéo Hung Nô) tại Mậu lăng Tây An.

Hoắc Khứ Bệnh được Hán Vũ Đế tin tưởng, cho vào cung làm thị trung, bảo vệ cho hoàng đế. Năm 123 TCN, Vũ Đế cử ông theo cậu là Vệ Thanh dẫn quân chinh phạt Hung Nô ở phía bắc, lúc đó ông mới 18 tuổi. Trong lần cầm quân này, Hoắc Khứ Bệnh chỉ với 800 người đã tiến sâu vào được lãnh thổ Hung Nô, chém tộng cộng 2.028 người Hung Nô, buộc quân Hung Nô phải rút chạy, đồng thời ông còn bắt sống được thúc phụ của thiền vu Hung Nô là La Cô Bỉ và giết được ông của thiền vu. Do chiến công này, Hoắc Khứ Bệnh được Hán Vũ Đế khen ngợi, phong làm Phiêu diêu giáo úy, tước Quán Quân hầu.
Năm 121 TCN, Hán Vũ Đế thăng Hoắc Khứ Bệnh làm Phiêu kị tướng quân, và ra lệnh ông đánh Hung Nô lần thứ hai. Ông chỉ huy một đội kỵ binh nhẹ gồm 1 vạn phiêu kị quân tiến về phía tây của Lũng Tây và trong vòng 6 ngày đã tiến sâu vào 1000 dặm qua 5 tiểu quốc của Hung Nô, giết 9.000 quân Hung Nô và bắt được hơn 1.000 người. Chiến thắng ở Hà Tây lần này đã giúp nhà Hán khống chế hoàn toàn khu vực Hà Tây, buộc quân Hung Nô lui về phía bắc.
Cũng trong lần chỉ huy này, Hoắc Khứ Bệnh đi ngang qua huyện Bình Dương gặp và nhận lại cha là Hoắc Trọng Nhụ và người em trai là Hoắc Quang. Cùng năm đó, Hoắc Khứ Bệnh đưa Hoắc Quang về kinh đô Trường An và tiến cử lên Hán Vũ Đế. Do sự tiến cử của anh, Hoắc Quang tuy mới khoảng 10 tuổi cũng đã được phong làm Lang quân rồi Tào quan và Thị trung
Sau đó, năm 119 TCN, Hán Vũ Đế lại cử 100.000 kị binh đánh Hung Nô, giao cho Hoắc Khứ Bệnh và Vệ Thanh mỗi người chỉ huy 50.000 quân chia làm hai ngả đánh sâu vào địa phận Hung Nô. Hoắc Khứ Bệnh tiến quân theo hướng tây, đuổi người Hung Nô tới tận Lang Cư Tư Sơn, còn Vệ Thanh theo hướng đông đánh vào triều đình Hung Nô. Trong trận chiến này, ông dẫn quân vượt 2.000 dặm tiến vào Đại Quận, đánh bại quân Hung Nô do Tả Hiền Vương chỉ huy, tiêu diệt 70443 tên địch, từ đó Hung Nô chạy xa không dám quay lại, xóa được nạn Hung Nô uy hiếp triều đình. Do chiến công này, ông được phong làm Đại tư mã Phiêu kỵ tướng quân còn Vệ Thanh được phong làm Đại tư mã, Đại tướng quân.

## Qua đời

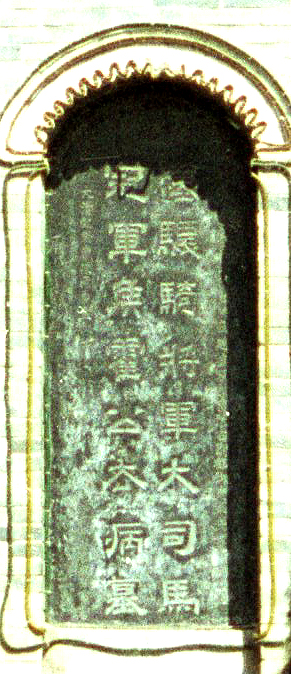
Mộ Hoắc Khứ Bệnh ở Mậu lăng Tây An.

Năm 117 TCN, Hoắc Khứ Bệnh lâm bệnh qua đời, có thể là do chiến tranh cũng như nguồn nước bị đầu độc khi ông tiến sâu vào lãnh địa Hung Nô , hưởng dương 24 tuổi, được truy tặng thụy hiệu là Quán Quân Cảnh Hoàn hầu. Thi hài ông được an táng ở phía đông bắc Mậu Lăng. Con trai ông là Hoắc Thiện lên thế tập tước hầu, gọi là Quán Quân Ai hầu, được sáu năm thì mất, tước bị trừ. Ngoài ra Hoắc Khứ Bệnh còn có một người con nhỏ, sinh ra Hoắc Sơn và Hoắc Vân.
Về sau khi Hán Vũ Đế qua đời, người em trai Hoắc Khứ Bệnh là Hoắc Quang làm đại thần phụ chính, có công phò giúp nhà Hán nên Hoắc Sơn cũng được trọng dụng, được phong đất để kế thừa hương hỏa cho Hoắc Khứ Bệnh. Tuy nhiên đến năm 66 TCN, do âm mưu tạo phản, cả nhà họ Hoắc (trong đó có cả Hoắc Sơn và Hoắc Vân) đều bị sát hại.

## Sự tích
Một trong những chuyện nổi tiếng nhất về ông được chép trong Sử Ký của Tư Mã Thiên là việc ông được vua ban cho một bình rượu ngon. Sau đó ông đổ rượu xuống sông, để tướng sĩ có thể cùng nếm mùi vị của rượu.

## Phả hệ
|                |                |                |                |                |                |  |  |             |             |             |             |                     |                     |                     |                     |                     |                     |             |             |                             |                             |                             |                             |                             |                             |              |              |                                       |                                       |                                       |                                       |                                       |                                       |  |  | Vệ Ảo                              |                                    |                                    |                                    |                                    |                                    |  |  |                          |                          |                          |                          |                          |                          |  |  |                               |                               |                               |                               |                               |                               |  |  |                      |                      |                      |                      |                      |                      |  |  |              |              |              |              |              |              |  |  |                        |              |              |              |              |              |  |  |  |  |  |  |  |  |  |  |  |  |  |  |  |  |  |  |  |  |  |  |  |  |  |  |  |  |  |  |  |  |  |  |  |  |  |  |  |  |  |  |  |  |  |  |  |  |
|                |                |                |                |                |                |  |  |             |             |             |             |                     |                     |                     |                     |                     |                     |             |             |                             |                             |                             |                             |                             |                             |              |              |                                       |                                       |                                       |                                       |                                       |                                       |  |  |                                    |                                    |                                    |                                    |                                    |                                    |  |  |                          |                          |                          |                          |                          |                          |  |  |                               |                               |                               |                               |                               |                               |  |  |                      |                      |                      |                      |                      |                      |  |  |              |              |              |              |              |              |  |  |                        |              |              |              |              |              |  |  |  |  |  |  |  |  |  |  |  |  |  |  |  |  |  |  |  |  |  |  |  |  |  |  |  |  |  |  |  |  |  |  |  |  |  |  |  |  |  |  |  |  |  |  |  |  |
|                |                |                |                |                |                |  |  |             |             |             |             |                     |                     |                     |                     |                     |                     |             |             |                             |                             |                             |                             |                             |                             |              |              |                                       |                                       |                                       |                                       |                                       |                                       |  |  |                                    |                                    |                                    |                                    |                                    |                                    |  |  |                          |                          |                          |                          |                          |                          |  |  |                               |                               |                               |                               |                               |                               |  |  |                      |                      |                      |                      |                      |                      |  |  |              |              |              |              |              |              |  |  |                        |              |              |              |              |              |  |  |  |  |  |  |  |  |  |  |  |  |  |  |  |  |  |  |  |  |  |  |  |  |  |  |  |  |  |  |  |  |  |  |  |  |  |  |  |  |  |  |  |  |  |  |  |  |
| Vệ Trường Quân | Vệ Trường Quân | Vệ Trường Quân | Vệ Trường Quân | Vệ Trường Quân | Vệ Trường Quân |  |  | Công Tôn Hạ | Công Tôn Hạ | Công Tôn Hạ | Công Tôn Hạ | Công Tôn Hạ         | Công Tôn Hạ         |                     |                     | Vệ Quân Nhụ         | Vệ Quân Nhụ         | Vệ Quân Nhụ | Vệ Quân Nhụ | Vệ Quân Nhụ                 | Vệ Quân Nhụ                 |                             |                             | Vệ Thiếu Nhi                | Vệ Thiếu Nhi                | Vệ Thiếu Nhi | Vệ Thiếu Nhi | Vệ Thiếu Nhi                          | Vệ Thiếu Nhi                          |                                       |                                       |                                       |                                       |  |  | Hoắc Trọng Nhụ                     | Hoắc Trọng Nhụ                     | Hoắc Trọng Nhụ                     | Hoắc Trọng Nhụ                     | Hoắc Trọng Nhụ                     | Hoắc Trọng Nhụ                     |  |  | Vệ Tử Phu                | Vệ Tử Phu                | Vệ Tử Phu                | Vệ Tử Phu                | Vệ Tử Phu                | Vệ Tử Phu                |  |  | Trường Bình liệt hầu Vệ Thanh | Trường Bình liệt hầu Vệ Thanh | Trường Bình liệt hầu Vệ Thanh | Trường Bình liệt hầu Vệ Thanh | Trường Bình liệt hầu Vệ Thanh | Trường Bình liệt hầu Vệ Thanh |  |  | Vệ Bộ                | Vệ Bộ                | Vệ Bộ                | Vệ Bộ                | Vệ Bộ                | Vệ Bộ                |  |  | Vệ Quảng     | Vệ Quảng     | Vệ Quảng     | Vệ Quảng     | Vệ Quảng     | Vệ Quảng     |  |  |                        |              |              |              |              |              |  |  |  |  |  |  |  |  |  |  |  |  |  |  |  |  |  |  |  |  |  |  |  |  |  |  |  |  |  |  |  |  |  |  |  |  |  |  |  |  |  |  |  |  |  |  |  |  |
| Vệ Trường Quân | Vệ Trường Quân | Vệ Trường Quân | Vệ Trường Quân | Vệ Trường Quân | Vệ Trường Quân |  |  | Công Tôn Hạ | Công Tôn Hạ | Công Tôn Hạ | Công Tôn Hạ | Công Tôn Hạ         | Công Tôn Hạ         |                     |                     | Vệ Quân Nhụ         | Vệ Quân Nhụ         | Vệ Quân Nhụ | Vệ Quân Nhụ | Vệ Quân Nhụ                 | Vệ Quân Nhụ                 |                             |                             | Vệ Thiếu Nhi                | Vệ Thiếu Nhi                | Vệ Thiếu Nhi | Vệ Thiếu Nhi | Vệ Thiếu Nhi                          | Vệ Thiếu Nhi                          |                                       |                                       |                                       |                                       |  |  | Hoắc Trọng Nhụ                     | Hoắc Trọng Nhụ                     | Hoắc Trọng Nhụ                     | Hoắc Trọng Nhụ                     | Hoắc Trọng Nhụ                     | Hoắc Trọng Nhụ                     |  |  | Vệ Tử Phu                | Vệ Tử Phu                | Vệ Tử Phu                | Vệ Tử Phu                | Vệ Tử Phu                | Vệ Tử Phu                |  |  | Trường Bình liệt hầu Vệ Thanh | Trường Bình liệt hầu Vệ Thanh | Trường Bình liệt hầu Vệ Thanh | Trường Bình liệt hầu Vệ Thanh | Trường Bình liệt hầu Vệ Thanh | Trường Bình liệt hầu Vệ Thanh |  |  | Vệ Bộ                | Vệ Bộ                | Vệ Bộ                | Vệ Bộ                | Vệ Bộ                | Vệ Bộ                |  |  | Vệ Quảng     | Vệ Quảng     | Vệ Quảng     | Vệ Quảng     | Vệ Quảng     | Vệ Quảng     |  |  |                        |              |              |              |              |              |  |  |  |  |  |  |  |  |  |  |  |  |  |  |  |  |  |  |  |  |  |  |  |  |  |  |  |  |  |  |  |  |  |  |  |  |  |  |  |  |  |  |  |  |  |  |  |  |
|                |                |                |                |                |                |  |  |             |             |             |             |                     |                     |                     |                     |                     |                     |             |             |                             |                             |                             |                             |                             |                             |              |              |                                       |                                       |                                       |                                       |                                       |                                       |  |  |                                    |                                    |                                    |                                    |                                    |                                    |  |  |                          |                          |                          |                          |                          |                          |  |  |                               |                               |                               |                               |                               |                               |  |  |                      |                      |                      |                      |                      |                      |  |  |              |              |              |              |              |              |  |  |                        |              |              |              |              |              |  |  |  |  |  |  |  |  |  |  |  |  |  |  |  |  |  |  |  |  |  |  |  |  |  |  |  |  |  |  |  |  |  |  |  |  |  |  |  |  |  |  |  |  |  |  |  |  |
|                |                |                |                |                |                |  |  |             |             |             |             |                     |                     |                     |                     |                     |                     |             |             |                             |                             |                             |                             |                             |                             |              |              |                                       |                                       |                                       |                                       |                                       |                                       |  |  |                                    |                                    |                                    |                                    |                                    |                                    |  |  |                          |                          |                          |                          |                          |                          |  |  |                               |                               |                               |                               |                               |                               |  |  |                      |                      |                      |                      |                      |                      |  |  |              |              |              |              |              |              |  |  |                        |              |              |              |              |              |  |  |  |  |  |  |  |  |  |  |  |  |  |  |  |  |  |  |  |  |  |  |  |  |  |  |  |  |  |  |  |  |  |  |  |  |  |  |  |  |  |  |  |  |  |  |  |  |
|                |                |                |                |                |                |  |  |             |             |             |             | Công Tôn Kính Thanh | Công Tôn Kính Thanh | Công Tôn Kính Thanh | Công Tôn Kính Thanh | Công Tôn Kính Thanh | Công Tôn Kính Thanh |             |             |                             |                             |                             |                             |                             |                             |              |              | Quan Quân Cảnh Hoàn hầu Hoắc Khứ Bệnh | Quan Quân Cảnh Hoàn hầu Hoắc Khứ Bệnh | Quan Quân Cảnh Hoàn hầu Hoắc Khứ Bệnh | Quan Quân Cảnh Hoàn hầu Hoắc Khứ Bệnh | Quan Quân Cảnh Hoàn hầu Hoắc Khứ Bệnh | Quan Quân Cảnh Hoàn hầu Hoắc Khứ Bệnh |  |  | Bác Lục Tuyên Thành hầu Hoắc Quang | Bác Lục Tuyên Thành hầu Hoắc Quang | Bác Lục Tuyên Thành hầu Hoắc Quang | Bác Lục Tuyên Thành hầu Hoắc Quang | Bác Lục Tuyên Thành hầu Hoắc Quang | Bác Lục Tuyên Thành hầu Hoắc Quang |  |  | Trường Bình hầu Vệ Kháng | Trường Bình hầu Vệ Kháng | Trường Bình hầu Vệ Kháng | Trường Bình hầu Vệ Kháng | Trường Bình hầu Vệ Kháng | Trường Bình hầu Vệ Kháng |  |  | Âm An hầu Vệ Bất Nghi         | Âm An hầu Vệ Bất Nghi         | Âm An hầu Vệ Bất Nghi         | Âm An hầu Vệ Bất Nghi         | Âm An hầu Vệ Bất Nghi         | Âm An hầu Vệ Bất Nghi         |  |  | Phát Can hầu Vệ Đăng | Phát Can hầu Vệ Đăng | Phát Can hầu Vệ Đăng | Phát Can hầu Vệ Đăng | Phát Can hầu Vệ Đăng | Phát Can hầu Vệ Đăng |  |  | Không rõ tên | Không rõ tên | Không rõ tên | Không rõ tên | Không rõ tên | Không rõ tên |  |  | Không rõ tên           | Không rõ tên | Không rõ tên | Không rõ tên | Không rõ tên | Không rõ tên |  |  |  |  |  |  |  |  |  |  |  |  |  |  |  |  |  |  |  |  |  |  |  |  |  |  |  |  |  |  |  |  |  |  |  |  |  |  |  |  |  |  |  |  |  |  |  |  |
|                |                |                |                |                |                |  |  |             |             |             |             | Công Tôn Kính Thanh | Công Tôn Kính Thanh | Công Tôn Kính Thanh | Công Tôn Kính Thanh | Công Tôn Kính Thanh | Công Tôn Kính Thanh |             |             |                             |                             |                             |                             |                             |                             |              |              | Quan Quân Cảnh Hoàn hầu Hoắc Khứ Bệnh | Quan Quân Cảnh Hoàn hầu Hoắc Khứ Bệnh | Quan Quân Cảnh Hoàn hầu Hoắc Khứ Bệnh | Quan Quân Cảnh Hoàn hầu Hoắc Khứ Bệnh | Quan Quân Cảnh Hoàn hầu Hoắc Khứ Bệnh | Quan Quân Cảnh Hoàn hầu Hoắc Khứ Bệnh |  |  | Bác Lục Tuyên Thành hầu Hoắc Quang | Bác Lục Tuyên Thành hầu Hoắc Quang | Bác Lục Tuyên Thành hầu Hoắc Quang | Bác Lục Tuyên Thành hầu Hoắc Quang | Bác Lục Tuyên Thành hầu Hoắc Quang | Bác Lục Tuyên Thành hầu Hoắc Quang |  |  | Trường Bình hầu Vệ Kháng | Trường Bình hầu Vệ Kháng | Trường Bình hầu Vệ Kháng | Trường Bình hầu Vệ Kháng | Trường Bình hầu Vệ Kháng | Trường Bình hầu Vệ Kháng |  |  | Âm An hầu Vệ Bất Nghi         | Âm An hầu Vệ Bất Nghi         | Âm An hầu Vệ Bất Nghi         | Âm An hầu Vệ Bất Nghi         | Âm An hầu Vệ Bất Nghi         | Âm An hầu Vệ Bất Nghi         |  |  | Phát Can hầu Vệ Đăng | Phát Can hầu Vệ Đăng | Phát Can hầu Vệ Đăng | Phát Can hầu Vệ Đăng | Phát Can hầu Vệ Đăng | Phát Can hầu Vệ Đăng |  |  | Không rõ tên | Không rõ tên | Không rõ tên | Không rõ tên | Không rõ tên | Không rõ tên |  |  | Không rõ tên           | Không rõ tên | Không rõ tên | Không rõ tên | Không rõ tên | Không rõ tên |  |  |  |  |  |  |  |  |  |  |  |  |  |  |  |  |  |  |  |  |  |  |  |  |  |  |  |  |  |  |  |  |  |  |  |  |  |  |  |  |  |  |  |  |  |  |  |  |
|                |                |                |                |                |                |  |  |             |             |             |             |                     |                     |                     |                     |                     |                     |             |             |                             |                             |                             |                             |                             |                             |              |              |                                       |                                       |                                       |                                       |                                       |                                       |  |  |                                    |                                    |                                    |                                    |                                    |                                    |  |  |                          |                          |                          |                          |                          |                          |  |  |                               |                               |                               |                               |                               |                               |  |  |                      |                      |                      |                      |                      |                      |  |  |              |              |              |              |              |              |  |  |                        |              |              |              |              |              |  |  |  |  |  |  |  |  |  |  |  |  |  |  |  |  |  |  |  |  |  |  |  |  |  |  |  |  |  |  |  |  |  |  |  |  |  |  |  |  |  |  |  |  |  |  |  |  |
|                |                |                |                |                |                |  |  |             |             |             |             |                     |                     |                     |                     |                     |                     |             |             | Quan Quân Ai hầu Hoắc Thiện | Quan Quân Ai hầu Hoắc Thiện | Quan Quân Ai hầu Hoắc Thiện | Quan Quân Ai hầu Hoắc Thiện | Quan Quân Ai hầu Hoắc Thiện | Quan Quân Ai hầu Hoắc Thiện |              |              | Không rõ tên                          | Không rõ tên                          | Không rõ tên                          | Không rõ tên                          | Không rõ tên                          | Không rõ tên                          |  |  | Bác Lục hầu Hoắc Vũ                | Bác Lục hầu Hoắc Vũ                | Bác Lục hầu Hoắc Vũ                | Bác Lục hầu Hoắc Vũ                | Bác Lục hầu Hoắc Vũ                | Bác Lục hầu Hoắc Vũ                |  |  | Hoắc Thành Quân          | Hoắc Thành Quân          | Hoắc Thành Quân          | Hoắc Thành Quân          | Hoắc Thành Quân          | Hoắc Thành Quân          |  |  |                               |                               |                               |                               |                               |                               |  |  |                      |                      |                      |                      |                      |                      |  |  | Không rõ tên | Không rõ tên | Không rõ tên | Không rõ tên | Không rõ tên | Không rõ tên |  |  | Không rõ tên           | Không rõ tên | Không rõ tên | Không rõ tên | Không rõ tên | Không rõ tên |  |  |  |  |  |  |  |  |  |  |  |  |  |  |  |  |  |  |  |  |  |  |  |  |  |  |  |  |  |  |  |  |  |  |  |  |  |  |  |  |  |  |  |  |  |  |  |  |
|                |                |                |                |                |                |  |  |             |             |             |             |                     |                     |                     |                     |                     |                     |             |             | Quan Quân Ai hầu Hoắc Thiện | Quan Quân Ai hầu Hoắc Thiện | Quan Quân Ai hầu Hoắc Thiện | Quan Quân Ai hầu Hoắc Thiện | Quan Quân Ai hầu Hoắc Thiện | Quan Quân Ai hầu Hoắc Thiện |              |              | Không rõ tên                          | Không rõ tên                          | Không rõ tên                          | Không rõ tên                          | Không rõ tên                          | Không rõ tên                          |  |  | Bác Lục hầu Hoắc Vũ                | Bác Lục hầu Hoắc Vũ                | Bác Lục hầu Hoắc Vũ                | Bác Lục hầu Hoắc Vũ                | Bác Lục hầu Hoắc Vũ                | Bác Lục hầu Hoắc Vũ                |  |  | Hoắc Thành Quân          | Hoắc Thành Quân          | Hoắc Thành Quân          | Hoắc Thành Quân          | Hoắc Thành Quân          | Hoắc Thành Quân          |  |  |                               |                               |                               |                               |                               |                               |  |  |                      |                      |                      |                      |                      |                      |  |  | Không rõ tên | Không rõ tên | Không rõ tên | Không rõ tên | Không rõ tên | Không rõ tên |  |  | Không rõ tên           | Không rõ tên | Không rõ tên | Không rõ tên | Không rõ tên | Không rõ tên |  |  |  |  |  |  |  |  |  |  |  |  |  |  |  |  |  |  |  |  |  |  |  |  |  |  |  |  |  |  |  |  |  |  |  |  |  |  |  |  |  |  |  |  |  |  |  |  |
|                |                |                |                |                |                |  |  |             |             |             |             |                     |                     |                     |                     |                     |                     |             |             |                             |                             |                             |                             |                             |                             |              |              |                                       |                                       |                                       |                                       |                                       |                                       |  |  |                                    |                                    |                                    |                                    |                                    |                                    |  |  |                          |                          |                          |                          |                          |                          |  |  |                               |                               |                               |                               |                               |                               |  |  |                      |                      |                      |                      |                      |                      |  |  |              |              |              |              |              |              |  |  |                        |              |              |              |              |              |  |  |  |  |  |  |  |  |  |  |  |  |  |  |  |  |  |  |  |  |  |  |  |  |  |  |  |  |  |  |  |  |  |  |  |  |  |  |  |  |  |  |  |  |  |  |  |  |
|                |                |                |                |                |                |  |  |             |             |             |             |                     |                     |                     |                     |                     |                     |             |             | Nhạc Bình hầu Hoắc Sơn      | Nhạc Bình hầu Hoắc Sơn      | Nhạc Bình hầu Hoắc Sơn      | Nhạc Bình hầu Hoắc Sơn      | Nhạc Bình hầu Hoắc Sơn      | Nhạc Bình hầu Hoắc Sơn      |              |              | Quan Dương hầu Hoắc Vân               | Quan Dương hầu Hoắc Vân               | Quan Dương hầu Hoắc Vân               | Quan Dương hầu Hoắc Vân               | Quan Dương hầu Hoắc Vân               | Quan Dương hầu Hoắc Vân               |  |  |                                    |                                    |                                    |                                    |                                    |                                    |  |  |                          |                          |                          |                          |                          |                          |  |  |                               |                               |                               |                               |                               |                               |  |  |                      |                      |                      |                      |                      |                      |  |  | Vệ Huyền     | Vệ Huyền     | Vệ Huyền     | Vệ Huyền     | Vệ Huyền     | Vệ Huyền     |  |  | Không rõ tên           | Không rõ tên | Không rõ tên | Không rõ tên | Không rõ tên | Không rõ tên |  |  |  |  |  |  |  |  |  |  |  |  |  |  |  |  |  |  |  |  |  |  |  |  |  |  |  |  |  |  |  |  |  |  |  |  |  |  |  |  |  |  |  |  |  |  |  |  |
|                |                |                |                |                |                |  |  |             |             |             |             |                     |                     |                     |                     |                     |                     |             |             | Nhạc Bình hầu Hoắc Sơn      | Nhạc Bình hầu Hoắc Sơn      | Nhạc Bình hầu Hoắc Sơn      | Nhạc Bình hầu Hoắc Sơn      | Nhạc Bình hầu Hoắc Sơn      | Nhạc Bình hầu Hoắc Sơn      |              |              | Quan Dương hầu Hoắc Vân               | Quan Dương hầu Hoắc Vân               | Quan Dương hầu Hoắc Vân               | Quan Dương hầu Hoắc Vân               | Quan Dương hầu Hoắc Vân               | Quan Dương hầu Hoắc Vân               |  |  |                                    |                                    |                                    |                                    |                                    |                                    |  |  |                          |                          |                          |                          |                          |                          |  |  |                               |                               |                               |                               |                               |                               |  |  |                      |                      |                      |                      |                      |                      |  |  | Vệ Huyền     | Vệ Huyền     | Vệ Huyền     | Vệ Huyền     | Vệ Huyền     | Vệ Huyền     |  |  | Không rõ tên           | Không rõ tên | Không rõ tên | Không rõ tên | Không rõ tên | Không rõ tên |  |  |  |  |  |  |  |  |  |  |  |  |  |  |  |  |  |  |  |  |  |  |  |  |  |  |  |  |  |  |  |  |  |  |  |  |  |  |  |  |  |  |  |  |  |  |  |  |
|                |                |                |                |                |                |  |  |             |             |             |             |                     |                     |                     |                     |                     |                     |             |             |                             |                             |                             |                             |                             |                             |              |              |                                       |                                       |                                       |                                       |                                       |                                       |  |  |                                    |                                    |                                    |                                    |                                    |                                    |  |  |                          |                          |                          |                          |                          |                          |  |  |                               |                               |                               |                               |                               |                               |  |  |                      |                      |                      |                      |                      |                      |  |  |              |              |              |              |              |              |  |  | Quan Nội hầu Vệ Thưởng |              |              |              |              |              |  |  |  |  |  |  |  |  |  |  |  |  |  |  |  |  |  |  |  |  |  |  |  |  |  |  |  |  |  |  |  |  |  |  |  |  |  |  |  |  |  |  |  |  |  |  |  |  |